# Serra de Cavallol
La Serra de Cavallol és una serra situada als municipis de Bassella (Alt Urgell) i de Pinell de Solsonès al Solsonès, amb una elevació màxima de 661,2 metres.